# Halyna Hereha

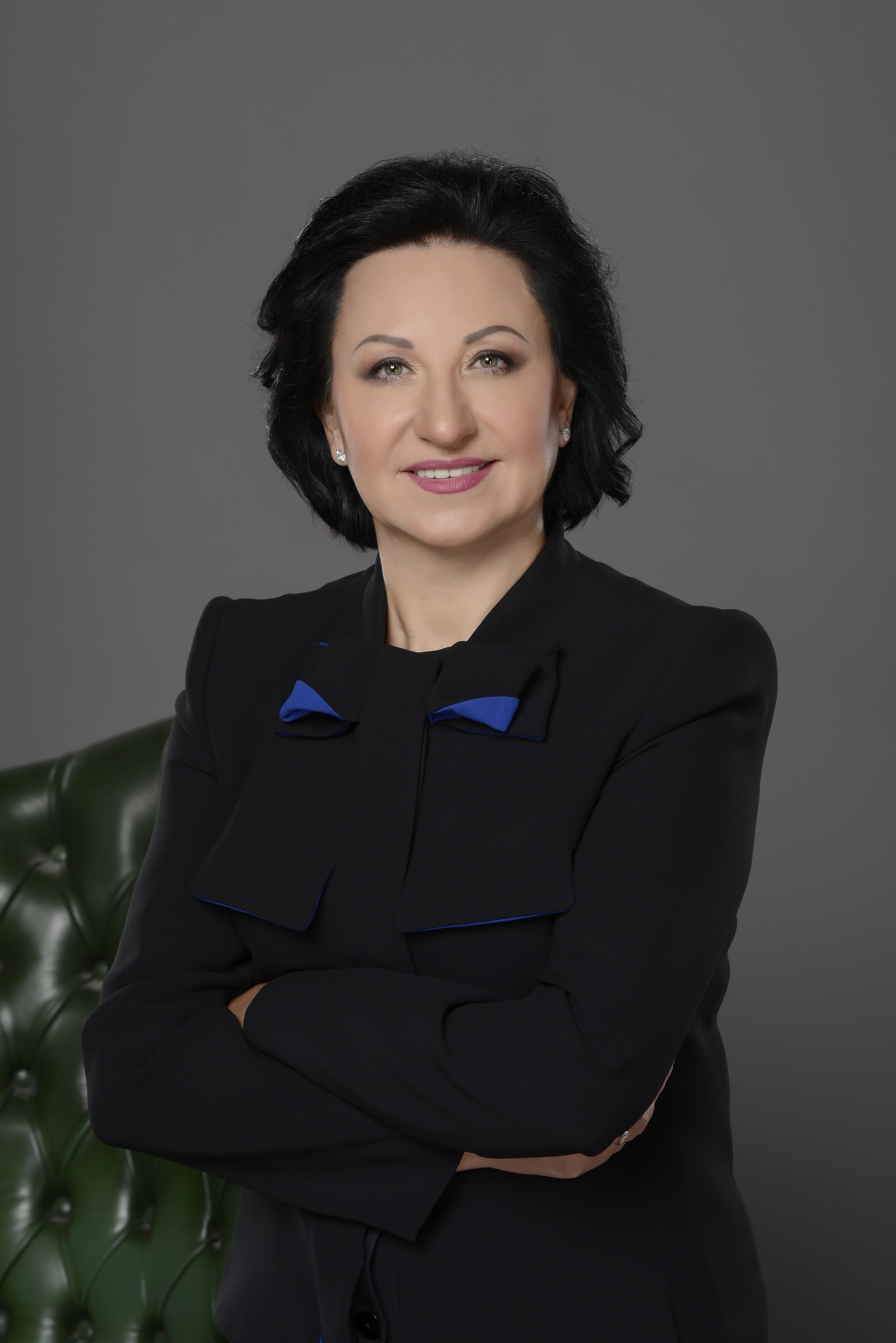
Halyna Hereha (2017)

 Halyna Fedoriwna Hereha (ukrainisch Галина Федорівна Герега; * 9. August 1959 in Hlynez, Rajon Jaworiw, Ukrainische SSR, Sowjetunion) ist eine ukrainische Politikerin und Geschäftsfrau. Sie war von Juli 2012 bis Juni 2014 amtierende kommissarische Bürgermeisterin der Hauptstadt Kiew und Amtsvorgängerin von Vitali Klitschko. Als Miteigentümerin der Ladenkette Epicentr K gehört sie zu den reichsten Frauen des Landes. 2014 wurde ihr der ukrainische Verdienstorden 1. Klasse verliehen.
Nach dem Rücktritt von Leonid Tschernowezkyj als Bürgermeister von Kiew Anfang Juni 2012 fiel das Amt an Hereha, als Vorsitzende (Sekretärin) des Stadtrats.